# Ayenia pusilla
Ayenia pusilla är en malvaväxtart som beskrevs av Carl von Linné. Ayenia pusilla ingår i släktet Ayenia och familjen malvaväxter. Inga underarter finns listade i Catalogue of Life.